# Alfredo García Francés
Alfredo García Francés (Bilbao, 1949) es un fotógrafo, periodista y escritor español. 
Se dedicó a la fotografía publicitaria en un estudio propio, y fue colaborador de la agencia Cover y editor gráfico de suplementos del diario El País. En 1984 recibió el Premio Nacional de Periodismo. Actualmente jubilado, vive entre Colombia y la Sierra de Guadarrama, con sus caballos, sus perros, sus libros y su blog. 
Ha publicado una trilogía, El tiempo de las mariposas, que narra las aventuras de un hidalgo castellano, Don Lucas Espinosa de los Monteros, en el Nuevo Mundo a comienzos del siglo XVI, una época de cambios en la que Europa pasó de la Edad Media al Renacimiento. 
Su cuarta novela es un thriller, Balas de Carmín, publicado por Editorial Oveja Negra
Carrera 14 N.º 79-17. Bogotá DC, Colombia. En España, por Áurea Editores, Barcelona. Y en Estados Unidos, Puerto Rico y Canadá, por Random House, Inc. 1745 Broadway # 3, NY 10019, United States.
Su quinta y más reciente novela, La Noche de los Gitanos, fue presentada al público en marzo de 2012 en El Corte Inglés, La FNAC y Casa del Libro por Jon Juaristi, Luis del Pino, Horacio Vázquez Rial, Fernando Jaúregui y Fernando Orgambides.
Balas de Carmín y La Noche de los Gitanos están disponibles en eBook en Amazon.

## Reedición de su novela "La Noche De Los Gitanos"
El 16 de marzo de 2019 salió de imprenta, la 14.ª edición de su aclamada obra "La Noche de los Gitanos".

## Obras
- La Noche de los Gitanos. 2012 en España ISBN 978-84-939096-1-1

En la madrugada del 1 de agosto de 1944, durante la Zigeunernacht, La noche de los gitanos, fueron gaseados e incinerados más de 4.000 romaníes de los Balcanes en el campo de Auschwitz.
Uno de los gitanos supervivientes, un perdedor en lo más bajo de la escala social, junto a una idealista agente del CNI víctima del terrorismo y un campeón de boxeo enfermo de Alzheimer, se verán involucrados en un golpe de Estado para subvertir el orden Constitucional.
Su más reciente novela, La noche de los Gitanos, ISBN 978-84-939096-1-1, ha sido publicada por Adhara Editorial en España en marzo de 2012.
- Balas de Carmín. 2007 en Colombia, 2008 en España. ISBN 978-84-96647-20-6.

Narra una historia de amor entre mujeres secuestradas por las FARC. Mujeres inmersas en un mundo de violencia que amenaza con devorarlas. El libro revela el escalofriante mundo de la guerrilla terrorista, la desesperanza de los secuestrados encadenados como perros, la letal industria de los traficantes de drogas y el alma de una sicaria que, asesinado el primer hombre, descubre que es fácil seguir matando.
- Bastardo Real. Mileto Ediciones. 2005. ISBN 84-95282-95-X.

En este último libro de la trilogía se cierran las épicas aventuras de los hermanos Espinosa de los Monteros en el primer tercio del siglo XVI.
Las Indias occidentales les depararán un último y sorprendente encuentro, en el que se pondrá a prueba su lealtad al rey: deberán decidir entre rendir la espada al Emperador o seguir la tentación de algunos de crear un nuevo imperio en América para coronarse reyes del mismo.
Un secreto que el emperador Carlos guarda en compañía de los dos hidalgos burgaleses y un revolotear de mariposas de mil colores que en su alrededor, recordando la leyenda indígena del pájaro Quetzal, serán las claves para desvelar la intriga de esta trilogía escrita en un castellano arcaizante que mimetiza al del siglo XVI.
- El secreto del Emperador. Mileto Ediciones. 2004. ISBN 84-95282-90-9.

El coronel Luis Espinosa de los Monteros, hermano mayor de Lucas, defiende los intereses de España y de su rey, Carlos I, luchando en la Lombardía del Renacimiento al mando de su Regimiento de la Real Caballería junto a los Tercios Viejos, las temidas unidades de piqueros de la infantería española. Son las guerras de Italia, que aún no es una nación, y cuyas ciudades-estados (Florencia, Milán, Nápoles, Venecia y Roma) se disputan el rey de España y el de Francia, Francisco I.
Por orden del rey, debe abandonar Lombardía camino del Nuevo Mundo, donde desempeñará una misión secreta que le permitirá abrazar de nuevo a su hermano Lucas.
- El hidalgo segundón. Mileto Ediciones. 2003. ISBN 84-95282-63-1.

En el primer tercio del siglo XVI, el capitán extremeño Hernán Cortés ya ha descubierto y conquistado México-Tenochtitlán. Hacia la Nueva España partirán una multitud de jóvenes sin fortuna que intentarán cambiar su suerte consiguiendo fama y fortuna. Entre ellos marchará Lucas Espinosa de los Monteros, joven hidalgo castellano, segundo hijo de un capitán que combatió contra Al-Ándalus en las huestes de los Reyes Católicos.
Sus correrías lo llevarán desde Sanlúcar hasta La Española, Panamá y Guatemala, donde irá cruzando su camino con importantes personajes reales del descubrimiento: su tío Gaspar de Espinosa cerebro de la conquista del Perú y socio de los artífices de la misma, Francisco Pizarro y Diego de Almagro; el capitán Pedro de Alvarado, lugarteniente de Hernán Cortés, que se convertirá en su amigo y protector cuando la Inquisición lo persiga. Omba, princesa de la Guinea ahora esclava, será su primer amor y Matutzin y su hermano Xolantzin, principales mexicas próximos a Moctezuma, serán quienes le descubrirán la felicidad máxima y la más negra desdicha.